# WTA de San Diego
O WTA de San Diego – ou Cymbiotika San Diego Open, na última edição – foi um torneio de tênis profissional feminino, de nível WTA 500.
Realizado em San Diego, no estado da Califórnia, nos Estados Unidos, estreou em 1971, teve três hiatos e durou quinze edições. Os jogos eram disputados em quadras duras durante o mês de fevereiro.
Após a edição de 1990, foi transferido para Carlsbad. Em 2022, o torneio voltou à cidade no final da temporada, no contexto em que os tradicionais torneios da Ásia estavam cancelados e ainda no cenário da pandemia de COVID-19.
Foi removido do calendário de elite em 2025, substituído por Mérida, que foi promovido.

## Finais

### Simples
| Ano                                     | Campeã             | Vice-campeã               | Resultado      |
| --------------------------------------- | ------------------ | ------------------------- | -------------- |
| 2024                                    | Katie Boulter      | Marta Kostyuk             | 5–7, 6–2, 6–2  |
| 2023                                    | Barbora Krejčíková | Sofia Kenin               | 6–4, 2–6, 6–4  |
| 2022                                    | Iga Świątek        | Donna Vekić               | 6–3, 3–6, 6–0  |
| Torneio não realizado entre 2021 e 1991 |                    |                           |                |
| 1990                                    | Steffi Graf        | Manuela Maleeva-Fragnière | 6–3, 6–2       |
| 1989                                    | Steffi Graf        | Zina Garrison             | 6–4, 7–5       |
| 1988                                    | Stephanie Rehe     | Ann Grossman              | 6–1, 6–1       |
| 1987                                    | Raffaella Reggi    | Anne Minter               | 6–0, 6–4       |
| 1986                                    | Melissa Gurney     | Stephanie Rehe            | 6–2, 6–4       |
| 1985                                    | Annabel Croft      | Wendy Turnbull            | 6–0, 7–65      |
| 1984                                    | Debbie Spence      | Betsy Nagelsen            | 6–3, 36–7, 6–4 |
| Torneio não realizado em 1983           |                    |                           |                |
| 1982                                    | Tracy Austin       | Kathy Rinaldi             | 7–6, 6–3       |
| 1981                                    | Tracy Austin       | Pam Shriver               | 6–2, 5–7, 6–2  |
| 1980                                    | Tracy Austin       | Wendy Turnbull            | 6–1, 6–3       |
| 1979                                    | Tracy Austin       | Martina Navrátilová       | 6–4, 6–2       |
| Torneio não realizado entre 1978 e 1972 |                    |                           |                |
| 1971                                    | Billie Jean King   | Rosie Casals              | 3–6, 7–5, 6–1  |

### Duplas
| Ano                                     | Campeãs                                | Vice-campeãs                           | Resultado        |
| --------------------------------------- | -------------------------------------- | -------------------------------------- | ---------------- |
| 2024                                    | Nicole Melichar-Martinez Ellen Perez   | Desirae Krawczyk Jessica Pegula        | 6–1, 6–2         |
| 2023                                    | Barbora Krejčíková Kateřina Siniaková  | Danielle Collins Coco Vandeweghe       | 6–1, 6–4         |
| 2022                                    | Coco Gauff Jessica Pegula              | Gabriela Dabrowski Giuliana Olmos      | 1–6, 7–5, [10–4] |
| Torneio não realizado entre 2021 e 1991 |                                        |                                        |                  |
| 1990                                    | Patty Fendick Zina Garrison-Jackson    | Elise Burgin Rosalyn Fairbank-Nideffer | 6–4, 7–65        |
| 1989                                    | Elise Burgin Rosalyn Fairbank-Nideffer | Gretchen Magers Robin White            | 4–6, 6–3, 6–3    |
| 1988                                    | Patty Fendick Jill Hetherington        | Betsy Nagelsen Dinky Van Rensburg      | 7–610, 6–4       |
| 1987                                    | Jana Novotná Catherine Suire           | Elise Burgin Sharon Walsh-Pete         | 6–3, 6–4         |
| 1986                                    | Beth Herr Alycia Moulton               | Elise Burgin Rosalyn Fairbank          | 5–7, 6–2, 6–4    |
| 1985                                    | Candy Reynolds Wendy Turnbull          | Rosalyn Fairbank Susan Leo             | 6–4, 6–0         |
| 1984                                    | Betsy Nagelsen Paula Smith             | Terry Holladay Iwona Kuczyńska         | 6–2, 6–4         |
| Torneio não realizado em 1983           |                                        |                                        |                  |
| 1982                                    | Kathy Jordan Paula Smith               | Patrícia Medrado Cláudia Monteiro      | 6–3, 5–7, 7–6    |
| 1981                                    | Kathy Jordan Candy Reynolds            | Rosie Casals Pam Shriver               | 6–1, 2–6, 6–4    |
| 1980                                    | Tracy Austin Ann Kiyomura              | Rosie Casals Wendy Turnbull            | 3–6, 6–4, 6–3    |
| 1979                                    | Rosie Casals Martina Navrátilová       | Ann Kiyomura Betty Ann Stuart          | 3–6, 6–4, 6–2    |
| Torneio não realizado entre 1978 e 1972 |                                        |                                        |                  |
| 1971                                    | Rosie Casals Billie Jean King          | Françoise Dürr Judy Dalton             | 6–7, 6–2, 6–3    |